# 莱圣克里斯托夫
莱圣克里斯托夫（法語：Lay-Saint-Christophe，法語發音：[lɛ sɛ̃ kʁistɔf]）是法国默尔特-摩泽尔省的一个市镇，位于该省南部，属于南锡区。

## 地理
莱圣克里斯托夫（48°44'53"N, 6°12'2"E）面积11.59 平方千米，位于法国大東部大區默尔特-摩泽尔省，该省份为法国东北部内陆省份，是洛林的一部分，北邻比利时、卢森堡，北起顺时针与摩泽尔省、下莱茵省、孚日省和默兹省接壤。
与莱圣克里斯托夫接壤的市镇（或旧市镇、城区）包括：厄尔蒙、布克西耶尔欧达姆、尚皮尼厄勒、福村、马尔泽维尔。

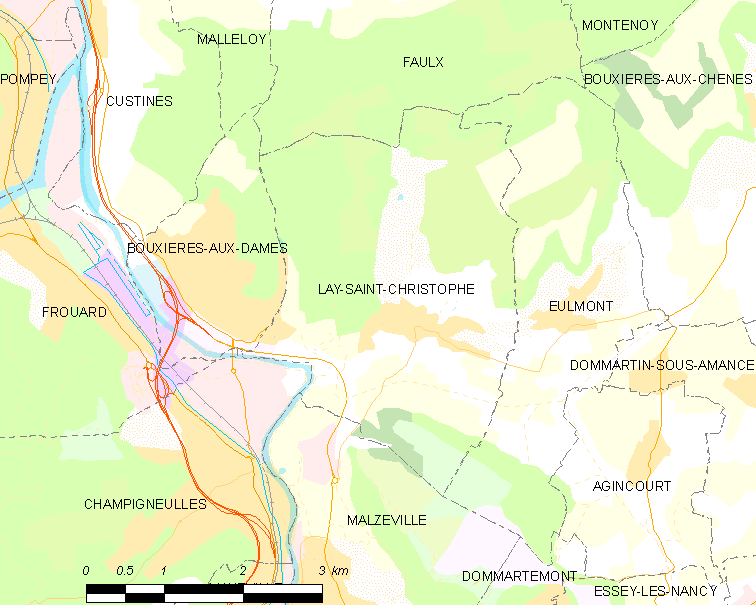
莱圣克里斯托夫的OSM定位图

莱圣克里斯托夫的时区为UTC+01:00、UTC+02:00（夏令时）。

## 行政
莱圣克里斯托夫的邮政编码为54690，INSEE市镇编码为54305。

## 政治
莱圣克里斯托夫所属的省级选区为塞耶-默尔特河间县。

## 人口

1962-2008年间莱圣克里斯托夫人口变化图示

莱圣克里斯托夫于2022年1月1日时的人口数量为2367人。

## 人物
- 阿努尔夫，法国宗教人物